# Parafia Przemienienia Pańskiego w Nowej Myszy
Parafia Przemienienia Pańskiego w Nowej Myszy – rzymskokatolicka parafia znajdująca się w diecezji pińskiej, w dekanacie baranowickim, na Białorusi.
Parafia posiada trzy kaplice filialne: Matki Bożej Różańcowej w Derewni, śś. Piotra i Pawła w Mołczadzi i Matki Bożej Miłosierdzia w Siewrukach.

## Historia
Pierwszy, drewniany kościół w Nowej Myszy ufundował w 1641 marszałek nadworny litewski Kazimierz Leon Sapieha. W 1669 r. parafia leżała w dekanacie słonimskim diecezji wileńskiej. Po pożarze pierwszej świątyni nowy, murowany kościół wystawiła w 1825 rodzina Sapiehów. W 1849 r. parafię leżącą w dekanacie nowogródzkim przyłączono do diecezji mińskiej. W latach 1869–1883 parafia leżała w dekanacie nowogródzkim diecezji wileńskiej, w latach 1883-1917 w archidiecezji mohylewskiej, w latach 1917-1925 ponownie w diecezji mińskiej. Od 1925 r. parafia leży w dekanacie baranowickim diecezji pińskiej. Parafia w Nowej Myszy działała nieprzerwanie w czasach likwidacji parafii katolickich po powstaniu styczniowym i w okresie Związku Sowieckiego.
28 kwietnia 1942 r. Niemcy aresztowali proboszcz parafii ks. Alfons Oleszczuk. W jego zastępstwie administratorem parafii został ks. Wiktor Wierzbicki, aresztowany przez Niemców prawdopodobnie 26 czerwca 1942 r. Został przewieziony do więzienia w Baranowiczach, a stamtąd prawdopodobnie 3 lipca 1942 r. do obozu koncentracyjnego w Kołdyczewie, gdzie trafił również ks. Alfons Oleszczuk. 13 lipca 1942 r. księża zostali przewiezieni do Połonki i rozstrzelani razem z 13 innymi księżmi z okolicy Baranowicz przez białoruskich kolaborantów.
W latach 1942–1946 parafią opiekował się ks. Jan Borysiuk. Parafia liczyła około 1500 wiernych.

## Demografia[1]
Liczba katolików, wiernych parafii, w poszczególnych latach.

## Proboszczowie parafii[1]
| imię i nazwisko                       | daty urzędowania |
| ------------------------------------- | ---------------- |
| Ks. Kramikowski                       | 1672 - 1674      |
| Ks. Marcin Zaniewski                  | 1677             |
| Ks. Joachim Małachowski               | 1716             |
| Ks. Mateusz Krugielewicz              | 1743 - 1744      |
| Ks. Andrzej Janowicz                  | 1779 - 1791      |
| Ks. Szymon Kisielewski                | 1818 - 1826      |
| Ks. Feliks Runażewicz                 | 1828 - 1829      |
| Ks. Józef Rogowiecki                  | 1830 - 1832      |
| Ks. Edward Rogalewicz                 | 1848 - 1863      |
| Ks. Michał Jasiewicz                  | 1863 - 1898      |
| Ks. Antoni Ganicz                     | 1898 - 1912      |
| Ks. Stanisław Iwanowski               | 1912 - 1913      |
| Ks. Antoni Trumpel                    | 1913 - 1919      |
| Ks. Donat Łaposzko                    | 1919 - 1922      |
| Ks. Antoni Kalenkiewicz               | 1924 - 1925      |
| Ks. Józef Madaliński                  | 1926 - 1930      |
| Ks. Kazimierz Łomacki                 | 1930 - 1932      |
| Ks. Alfons Oleszczuk                  | 1933 - 1942      |
| Ks. Wiktor Wierzbicki (administrator) | 1942             |
| Ks. Stanisław Rogowski                | 1951 - 1953      |
| Ks. Walenty Nowak                     | 1990 - 2011      |
| Ks. Paweł Wróbel                      | 2011 - 2013      |